# زمان و مکان در سینما
زمان و مکان در دنیای واقعی یک تداوم "چهار بعدی" را تشکیل می‌دهد که تمام تجارب حسی ما در آن شکل می‌گیرد. زمان و مکان در سینما هم از همان "چهار بعد" تشکیل می‌شود که در آن دنیای فیلم، مردمان و اتفاقاتش زندگی می‌کنند و جریان دارند. از این نظر ما فکر می‌کنیم این دو چقدر با هم تفاوت دارند؛ اما عناصر تشکیل دهنده اینها با هم تفاوت اساسی دارند.

## زمان در سینما
در هر فیلمی عامل زمان به وسیله ترتیب در پیوند تصاویر و رویدادها القا می‌شود که این عامل بر سه نوع است: زمان نمایشی، زمان مادی و زمان عاطفی

## زمان نمایشی
زمان نمایشی را عوامل داستان مثل طرح داستانی، شخصیت پردازی، درون مایه و دیگر عوامل داستان نظم می‌بخشند. رویدادهایی با وسعت زیاد مثل جنگ ناپلئون با روسیه را به وسیله زمان نمایشی می‌توان فقط در چند ساعت به نمایش در آورد.

## زمان مادی
در زمان مادی فیلم تمام مراحل رویدادها را نشان می‌دهد که این زمان مطابق با زمان واقع است. "کلئو از پنج تا هفت" که دو ساعت اززندگی یک زن در یک روز معین است، نمونه‌ای از این گونه فیلم هاست.

## زمان عاطفی
بوسیله زمان عاطفی یا انفعالی می‌توان تأثیرهای عاطفی معینی بر احساس ذهنی تماشاگر القا کرد، بدین ترتیب که با توجه به ترتیب اتفاقات برخی صحنه‌ها ریتم کند یا جهش‌کننده دارند.

## مکان در سینما
ما در زندگی روزمره با تمرکز بر یک شیء تمام دید خود را متوجه آن شیء می‌کنیم که این عملی آگاهانه است اما به چیزهایی که علاقه داریم با حرکت دادن سر و چشمها و به صورت نا آگاهانه توجه می‌کنیم. تفاوت بینش دوربین با دید انسان اینست که دوربین تمام یک صحنه را بدون هیچگونه امتیازی ارائه می‌دهد و خاصیت انتخاب‌کنندگی چشم انسان را به صورت ناقص تقلید می‌کند.

## تقطیع
فن تقطیع در واقع اختلاف مکان سینمایی با فضایی که ما در عالم واقع می‌شناسیم را تعیین می‌کند. در عالم واقع مکان و اشیا به صورت یک تداوم بی‌نهایت جلوه می‌کند اما در سینما به وسیله تغییر "نما" به دیدگاه بعدی می‌رویم، مثلاً از خانه به خیابان، از شهر به روستا یا حتی از زمان حاضر به زمان گذشته.

## حرکت دوربین
حرکت دوربین به تجربه ما از فضا و مکان نزدیکتر است تا قطع کردن تصویری به تصویر دیگر. همچنین تأثیر عاطفی حاصل از حرکت دوربین با تاثیر عاطفی در تغییر نما تفاوت چشمگیر دارد. در مورد نمایی که از حرکت دوربین در خط مستقیم نسبت به موضوع حاصل می‌شود هم می‌توان گفت که از نظر فضایی معادل رشد تدریجی افکار و احساس بیننده است، به‌طوری‌که به آرامی توجه را در بیننده بر می‌انگیزد و در نهایت روی نقطه اصلی و حساس درام تکیه می‌کند.

## کادر بندی تصویر
در سینما تصویر مستطیل ثابتی است که به ما تنها قسمتی از واقعیت را نشان می‌دهد. اما این کادر محدود مزایای قابل اهمیتی دارد. اول آنکه فیلمساز برای بیننده تنها آن قسمتی را که از نظر ذهنی و عاطفی اهمیت دارد را جدا کرده و نشان می‌دهد. دوم اینکه کادر اساس ترکیب بندی نما را نشان می‌دهد و به نما، ساختمان، توازن و معنی می‌بخشد. سوم هم اینکه هر تصویری که مرز مشخصی داشته باشد خاصیت جلب نظرکنندگی دارد، کادر محتویات تصویر را فشرده کرده و به آن وحدتی می‌بخشد که بدون وجود آن امکان‌پذیر نیست.

## زمان-مکان و حرکت سینمایی
حرکت در عالم واقعی مدوام و پیوسته است ولی حرکت در سینما غیر مداوم است و از نمایش سریع یک سری عکسها به وجود می‌آید. پس حرکت سینمایی ساختگی است و بعد زمان و مکان را می‌توان دستکاری کرد و با این دستکاری می‌توان دنیاهای تجربی جدیدی به وجود آورد.

## قرابت زمانی و مکانی
در سینمای روایی کلاسیک برای به وجود آوردن واقعیت، فضا و مکان به صورت یکپارچه نشان داده می‌شود. نماها روابط فضایی بین کاراکترها و اشیا را نشان می‌دهند و بیننده را به عنوان ناظر در نظر می‌گیرند. یعنی نماها به گونه‌ای سازمان یافته‌اند که بیننده آنچه را که می‌بیند بهتر درک کند. نحوه جدا شدن فضا درون یک نما نیز معنایی در خود دارد. به همین ترتیب با توجه به اینکه سینمای کلاسیک دربردارنده روایت سنتی مبتنی بر "نظم/آشفتگی/نظم بازیافته" است، زمان به صورت خطی جریان دارد و به همین خاطر پیشروی آن باید هم‌زمان با فضا دیده شود. در سینمای هنری به وسیله برشهای پرشی، نماهای نا منطبق، فلاش فورواردها، تصاویر مکررو غیره مفهوم تداوم زمانی و مکانی به هم می‌خورد.